# Viola pomposa
La viola pomposa è uno strumento ad arco non ben identificato con cinque corde utilizzato fra il 1725 e il 1770, in certuni casi confuso con il violoncello piccolo e per alcuni studiosi addirittura identificabile con questo, generalmente accordato a quinte do-sol-re-la-mi un'ottava sopra il violoncello piccolo - quindi condivide l'accordatura delle quattro corde più gravi con la viola - e suonato sulla spalla.

## Repertorio
- Georg Philipp Telemann, Due duetti per flauto traverso e viola pomposa o violino (in Der getreue Music-Meister, 1728);
- Johann Gottlieb Graun, Concerto in re maggiore per flauto concertante e violino o viola pomposa.[5]

### Johann Sebastian Bach
Secondo testimonianze storiche attribuite a Franz Benda, lo strumento pare essere stato inventato da Johann Sebastian Bach e secondo Johann Christian Hoffmann, il primo esemplare fu costruito quando Bach si trovava a Lipsia.
Nel passato, stando a ricostruzioni storiche, generalmente si riteneva che la sesta suite per violoncello solo (BWV 1012) potesse essere stata scritta per questo strumento. Pare inverosimile che egli possa aver scritto una suite per uno strumento non esistente in quel momento, a meno di errori nell'intera datazione delle suites o della costruzione della viola pomposa. In aggiunta, non è possibile suonare la sesta suite con gli esemplari di viola pomposa di cui oggi si dispone e perciò pare inverosimile anche che Bach abbia inventato la viola pomposa, poiché non ci sono pervenute composizioni di Bach per viola pomposa. Mark Mervyn Smith avanza invece l'ipotesi che verso la fine del XVIII secolo si sia cominciato a dare il nome di viola pomposa, che fino a quel momento era stato utilizzato per uno strumento di tessitura alta, al violoncello piccolo a 5 corde.